# Font de la Pixa
La Font de la Pixa és una obra de Tarragona protegida com a Bé Cultural d'Interès Local.

## Descripció
Font construïda a inicis del segle xix per l'arquebisbe Armanyà (1785-1803). La font s'adossa al mur de tancament de l'hort de l'arquebisbe. Fou feta amb maó vist, al qual s'intercalen rajoles de ceràmica fent quadres, dels quals el central és el més gran. La pica i el portacanalons són de pedra picada.